# NGC 5318
NGC 5318 је спирална галаксија у сазвежђу Ловачки пси која се налази на NGC листи објеката дубоког неба.
Деклинација објекта је + 33° 42' 19" а ректасцензија 13h 50m 35,9s. Привидна величина (магнитуда) објекта NGC 5318 износи 12,4 а фотографска магнитуда 13,4. NGC 5318 је још познат и под ознакама UGC 8751, MCG 6-30-96, CGCG 190-63, PGC 49139.